# جون بيلي (لاعب كرة قدم)
جون بيلي (بالإنجليزية: John Bailey)‏ (30 يوليو 1950 بإنجلترا في المملكة المتحدة - ) هو لاعب كرة قدم بريطاني في مركز نصف الجناح. لعب مع سويندون تاون ونادي تشيلتنهام تاون لكرة القدم.

## وصلات خارجية
- جون بيلي (لاعب كرة قدم) على موقع قاعدة بيانات كرة القدم.إي يو (الإنجليزية)